# Lac Seïdozero
Le lac Seïdozero (en russe : Сейдозеро) est un lac de la péninsule de Kola dans l'oblast de Mourmansk, au nord-ouest de la Russie.
Situé à proximité du lac Lovozero, il est entouré par une zone montagneuse, le massif du Lovozero, et reçoit les eaux de plusieurs cours d'eau dont la rivière Seïdiavriok.